# Historia de la Marina francesa en Indochina entre 1939 y 1945
La Historia de la Marina francesa en la Indochina francesa en el período 1939-1945, es decir, durante la Segunda Guerra Mundial, es generalmente desconocida. Pocas personas, en efecto, conocen el nombre de la batalla de Koh Chang, que es sin embargo la única victoria naval obtenida por Francia en el curso de las dos guerras mundiales.
En el momento en que el país entra en guerra con la Alemania nazi, en 1939, la Marina francesa de la colonia de ultramar está formada por dos fuerzas navales con bien diferentes misiones. La primera, la Marina en Indochina (Marina Indochina), se encuentra bastante limitada y se halla bajo el mando del contralmirante Jules Terraux (1883-1951). Está formada por cañoneras fluviales, navíos de la misión hidrográfica (esencial en un país atravesado por la rica red de cursos de agua que constituye el Mekong y su laberinto inextricable de brazos secundarios), un petrolero, algunos pequeños buques, así como por algunas bases en tierra (arsenales de Saigón, bases navales, aeronáutica naval y acuartelamientos). La segunda, modesta igualmente, está constituida por las Fuerzas navales en Extremo Oriente (FNEO). Estas comprenden un único submarino, dos cruceros (entre ellos el célebre Lamotte-Picquet), cinco avisos (entre los cuales cuatro avisos coloniales) y varias cañoneras fluviales en China.

La Indochina francesa (el nombre data de 1888), incluyendo Cochinchina (al sur), Annam (su larga planicie costera), Tonkín (al norte), Camboya y, a partir de 1893, Laos. El territorio chino de Kwang-Chou-wan (Guǎng zhōu) pasa a ser francés en 1900.

## La expansión japonesa y la primera ofensiva (22-25 de septiembre de 1940)
Bajo el impulso del primer ministro, el general Hideki Tōjō, y de su Gobierno militarista, Japón continúa con una política expansionista iniciada en 1910 con la anexión de Corea, si no antes incluso. Tras ocupar la provincia china de Manchuria en 1937 (reconvertida en el país teóricamente independiente de Manchukuo, 1937-1945), como adelanto de su expansión por China, ataca a la China de Chiang Kai-shek (Segunda Guerra Sino-japonesa, con la toma de Pekín, luego de Shanghái y de Nankín (masacre de Nankín). Con la vista puesta en una toma de control progresiva sobre el conjunto de las colonias europeas en Asia, Japón decide tomar el control de la Indochina francesa. No obstante, sus tropas encuentran dificultades en el sur de China.

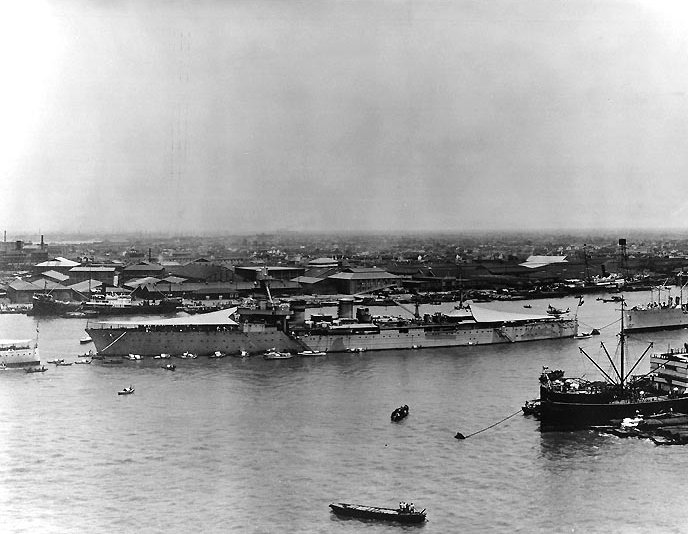
El crucero Lamotte-Picquet ante Shanghái (principios de 1939). Tenía una dotación de 25 oficiales y 550 suboficiales y marineros, siendo la unidad principal de las Fuerzas navales de Extremo Oriente (8.000 toneladas, 8 cañones de 155 mm, 4 de 75 mm, 12 tubos de lanzatorpedos y dos hidroaviones).

Como consecuencia de la derrota francesa en junio de 1940, Francia había firmado con Alemania un armisticio que le permitía la conservación de sus colonias, que no presentaban el más mínimo interés a los ojos de Adolf Hitler. La situación en la Francia ocupada deja a las colonias alejadas todavía más lejanas y, por ende, más vulnerables. Ello permite a Japón albergar esperanzas, así que planifica una primera instalación en el Tonkín, como primer peldaño de una ulterior expansión al resto de la colonia francesa, con o sin el asentimiento francés.
De este modo, el 19 de junio de 1940, el general Georges Catroux (1877-1969), gobernador general de Indochina, recibe un ultimátum exigiendo especialmente el cierre de la frontera con China y paso libre para las tropas japonesas. Catroux estima que, por estar físicamente allí, dispone de mejores condiciones para apreciar la situación que su propio Gobierno, en esos instantes refugiado en Burdeos (antes de trasladarse a Vichy con el mariscal Philippe Pétain). Asume pues la carga de aceptar efectuar para con los japoneses concesiones extremadamente graves e irreversibles. Sus iniciativas, que el Gobierno juzga como incorrectas, comportan su inmediata destitución. 
Para relevarle es designado el almirante Jean Decoux (1884-1963). Nombrado comandante en jefe de las Fuerzas Navales de Extremo Oriente (FNEO) en 1939, Decoux había tomado posesión de su mando a bordo del Lamotte-Picquet en Saigón el 12 de mayo de ese mismo año. El 25 de junio de 1940, es nombrado gobernador general de Indochina, aunque no toma posesión hasta el 20 de julio, y se mantendrá en el cargo casi cinco años. Poco tiempo después, se disuelven las FNEO, lo que comporta que sus buques pasan a depender de la Marina Indochina, en ese momento bajo el mando del contralmirante Terraux.
El 30 de agosto de 1940, el Gobierno de la Francia de Vichy, ante el hecho consumado, acepta reconocer los «intereses predominantes del Japón» y le concede importantes facilidades militares en el Tonkín. El 22 de septiembre se firma un primer convenio en aplicación de esta política, pero ello no satisface del todo al comandante japonés en China, que lanza una ofensiva esa misma noche. Su división del Kwang Si, en la provincia de Cantón, atraviesa la frontera china y ataca a las guarniciones de Lang Son (Lạng Sơn) y otros puestos fronterizos. Caído al frente de su destacamento motorizado, el teniente coronel Louvet es el primer muerto francés de la guerra del Pacífico. Los enfrentamientos durarán hasta el 25 de septiembre. El emperador japonés, Hirohito, ordena finalmente el alto el fuego y la liberación de los prisioneros. Expresa además que «lamenta profundamente el inesperado incidente de Lang Son» y se compromete al respeto de la soberanía francesa en Indochina; promesa que, a despecho de los acontecimientos posteriores (ataque a Pearl Harbor y entrada del Japón en la Segunda Guerra Mundial), será íntegramente respetada hasta el golpe de mano del 9 de marzo de 1945. Ciertamente, la Indochina francesa sufrió la presencia de tropas japonesas en su territorio, pero se trataba de tropas allí estacionadas y no de ocupación, y la Administración francesa conservó la totalidad de sus prerrogativas y de sus medios, tanto civiles como militares. 
Hay que hacer notar que en Indochina no podía esperarse ningún tipo de socorro de los aliados de Francia. Opuesto a toda forma de colonización francesa, el presidente de los Estados Unidos, Franklin Delano Roosevelt, rechaza conceder ayuda. El 3 de noviembre de 1940, da la orden a Edward Stettinius, su secretario de Estado, de «abandonar a los franceses [de Indochina] a su suerte». Roosevelt subraya que el Gobierno estadounidense no les debe entregar «ni armas, ni municiones, ni ningún apoyo para cualquier tipo de misión militar y bajo ninguna circunstancia». Probablemente ello se debía al hecho de que desde las recién adquiridas posiciones en Indochina, tanto la aviación como la Marina Imperial Japonesa disponían de bases desde les que podían amenazar la presencia estadounidense en las Filipinas, y la británica en Malasia y Singapur, como luego efectivamente sucedió.

## La guerra franco-tailandesa
Siam, que tiene la particularidad de ser el único país no colonizado de la península de Indochina, había pasado de ser una monarquía absoluta a ser una monarquía constitucional a raíz del golpe de Estado del 24 de junio de 1932. Pero todo cambia en 1938 cuando, como consecuencia de un segundo golpe, el mariscal Phibun Songkhram (1897-1964) se arroga las funciones de primer ministro e instaura de hecho un régimen dictatorial y militarista a semejanza del de Japón, convirtiéndose en aliado de los japoneses. En 1939, el país toma el nombre de Tailandia (tierra thai). Phibun Songkhram aspira, mediante la unificación de todos los territorios de lengua y etnia thai de la península de Indochina, a la creación de una "gran Tailandia", al igual que Alemania pretende la construcción de un gran Reich, "panthaismo" que supone un eco al pangermanismo nazi. 
En junio de 1940, Tailandia negocia un pacto de no agresión con Francia. Pero, bajo presión japonesa, decide recuperar sus antiguas provincias del siglo XVI (el antiguo reino jemer) y pone fin bruscamente a las conversaciones. El rechazo por parte de los franceses de modificar las fronteras de Laos y Camboya, territorios bajo protectorado francés, desencadena una serie de escaramuzas a lo largo del río Mekong en septiembre de 1940, seguida por un recrudecimiento de las hostilidades tanto en Laos como en Camboya. Es lo que el contralmirante Paul Romé llamará la «drôle de paix» (la paz en broma).

## La batalla naval de Koh Chang (17 de enero de 1941)
Con la finalidad de acabar con esta situación en la zona fronteriza, el almirante Decoux reúne a su Estado Mayor y planifica una ofensiva contra Tailandia, que es preparada de común acuerdo por el contralmirante Terraux y el capitán de navío Régis Bérenger (1888-1971). 
El 16 de enero, Bérenger efectúa la orden de operaciones gracias a las informaciones aportadas por uno de los hidroaviones franceses, que había indicado la presencia de buques tailandeses en una bahía al sur de Koh Chang, es decir en aguas territoriales enemigas. La acción ofensiva se lleva a cabo con brío, y así, al mando Bérenger a bordo del Lamotte-Picquet, la marina francesa obtendrá ante la flota tailandesa una decisiva victoria. 
Durante el combate, las fuerzas francesas se hallan compuestas tan solo de cinco buques: el crucero Lamotte-Picquet, los avisos coloniaales Dumont d'Urville y Amiral-Charner, además de los avisos Tahure y Marne (un superviviente de la Primera Guerra Mundial. Al alba del 17 de enero de 1941, los cinco buques se reúnen en el archipiélago de Poulo-Condor (hoy Côn Đảo), al sudoeste del cabo de Camau. Luego atraviesan el Golfo de Siam en absoluto silencio radio para sorprender, en la rada de Koh Chang, a la fuerza naval enemiga. Frente al heterogéneo grupo de barcos franceses, Tailandia posee una flota superior: dos guardacostas acorazados (Sri Ayudhya y Dombhuri), fuertemente armados y blindados, así como varios torpederos completamente nuevos. Existía también un riesgo de tipo puramente hidrográfico ya que, como escribe Jean-René Tréhard, que entonces formaba parte de la tripulación del aviso Tahure, los mapas no eran demasiado fiables y no indicaban todos los arrecifes de la región.
Sorprendiendo a la flota enemiga en su fondeadero y bloqueándole sus posibles vías de escape, los buques franceses hunden dos torpederos tailandeses, y luego dañan gravemente a uno de los dos guardacostas (el Dombhuri), que se retira del combate para embarrancar ardiendo en la costa. El combate durará cerca de dos horas (1h y 40’), en sus diferentes fases. 

Gráfica de las rutas durante la Batalla de Koh Chang que, el 17 de enero de 1941, opone la flota francesa a la flota tailandesa en el golfo de Tailandia (o golfo de Siam). Koh Chang es la única victoria naval francesa de las dos guerras mundiales.

Durante su regreso a Saigón, los cinco buques franceses sufren los ataques de la aviación tailandesa, pero, protegidos por la artillería antiaérea francesa (la DCA), alcanzan la ciudad intactos. Es de destacar que no hay, salvo algunos heridos, ninguna baja por parte francesa. Sin embargo, subraya Casimir Guillerm, cañonero en el Lamotte-Picquet, «el combate fue de una extraña violencia». Por su parte, los tailandeses habrían perdido unos 300 hombres. 
El capitán de navío Bérenger es ascendido a contralmirante a raíz de esta victoria, que pone fin a las repetidas agresiones tailandesas, logrando así el objetivo de la operación. Por otra parte, la victoria hace que Japón decida entenderse con Francia y dejar en manos de ésta la administración de Indochina. Sin embargo, Indochina ve cómo se le amputan algunos territorios laosianos y camboyanos (la rica provincia de Battambang, así como Siem Reap, Kompong Thom, Champassak) en beneficio de Tailandia, convertida mientras tanto en aliada del Japón.
Una placa conmemorativa en recuerdo de Koh Chang se colocó en el memorial del Mont Faron, en Tolón, y, en 2001, con ocasión del 60 aniversario, en el fuerte de Montbarey, a la salida de Brest. Existe, desde 1995, un bulevard Koh Chang en Cancale ( departamento de Ille-et-Vilaine), un square Koh Chang que cae a pico sobre el mar en Perros-Guirec (departamento de Côtes-d'Armor) desde el año 2000, una plaza con igual nombre inaugurada en Saint-Jean-de-Monts (departamento de Vendée) en 1999, y placas o estelas en varios municipios franceses en honor del protagonista de esta victoria, el almirante Bérenger: Dinard (en Ille-et-Vilaine, 1992), Lagord (en Charente-Maritime, 1994) y Seignosse (Landes, 1994). En sus Memorias de guerra, el general de Gaulle evoca «la brillante victoria naval del 17 de enero de 1941 durante la que el crucero Lamotte-Piquet y algunos pequeños auxiliares franceses echaron a pique a la flota del Siam ». 
Sin embargo, ya que se obtuvo bajo el régimen de la Francia de Vichy, ningún presidente francés —de De Gaulle a Chirac— quiso nunca homenajear esta victoria. Ningún sello o medalla la ha conmemorado jamás, ningún barco lleva su nombre y no hay una calle Koh-Chang en París.

## Los convoyes costeros de Annam (1942-1944)
A partir de finales de 1940, el Gobierno de Vichy ya no tiene prácticamente ninguna relación marítima con Indochina. Con la entrada en guerra del Japón el 8 de diciembre de 1941, la Indochina francesa se encuentra completamente aislada del resto del mundo. Ni la metrópolis ni sus aliados no le suministraban víveres, armas ni cualquier otro material, quedando obligado el territorio a vivir en autarquía. En el curso de los tres años siguientes, son los esfuerzos de su marina los que le permiten sobrevivir. En efecto, porque ya no pueden ser objeto de mantenimiento (hay penurias en material, aún más serias que en la metrópolis) o, peor aún, porque son blanco de bombardeos estadounidenses, las comunicaciones por carretera o por ferrocarril no permiten asegurar una comunicación efectiva y frecuente. Es pues gracias a las rutas navales —los convoyes costeros de Annam entre 1942 y 1944— que los intercambios de materias primas entre el norte (el Tonkín, principal productor de carbón) y el sur del país (Cochinchina y Camboya, grandes productores de arroz) pueden mantenerse. 
Estos constantes intercambios comerciales entre Saigón y Haiphong, vitales para el funcionamiento de las fábricas y catedrales —y en consecuencia para la supervivencia de la población se hacen con ayuda de antiguos barcos de cabotaje, ya que los mejores cargueros de la Marina nacional francesa han sido requisados por los japoneses y por los británicos. Estos barcos de cabotaje son, en su mayor parte antiguos carboneros, período heroico, respecto del que el contralmirante Paul Romé, entonces simple oficial, habla con justeza de una «armada heteróclita»&: el Song-Giang, ¿no había sido una chalana en el río Rin?, y el Tai-Poo-Sek, ¿no había sido un correo ruso?.
En otoño de 1942, la contraofensiva estadounidense se hace claramente más agresiva: los aviones y submarinos estadounidenses con base en China tienen la misión de atacar sistemáticamente a todo barco en el mar. Los convoyes que viajan a lo largo de las costas de Annam deben pues ser debidamente escoltados por patrulleras de la Marina, esencialmente para misiones de salvamento. Pero debido a los estadounidenses, de los once cargueros y siete escoltas que aseguraban esos convoyes, ya solo sobreviven a finales de 1944, cuatro cargueros y dos escoltas. Las pérdidas humanas ascienden a más de un tercio de los efectivos.

## El golpe de mano japonés del 9 de marzo de 1945
A finales de 1944, las tropas japonesas se baten en retirada en el conjunto del Pacífico: Filipinas, Birmania, Guam. Tokio está cada vez más amenazado por las "fortalezas volantes" (B-29)estadounidenses, unos bombarderos destructores que diezman sus escuadrillas. Para el acorralado Gobierno japonés, Indochina representa, más que nunca, un territorio de la mayor importancia estratégica, ya que es la única base viable que le permite efectuar un reagrupamiento de sus tropas dispersas en diversos frentes: Singapur, Tailandia, Malasia. Para garantizar la seguridad de las comunicaciones y de las maniobras de repliegue, el Japón prepara una segunda ofensiva. Pero, contrariamente a la de 22-25 de septiembre de 1940, ésta será de envergadura, ya que su objetivo es la supresión de la presencia francesa en Indochina. Así, entre enero y marzo de 1945 los efectivos japoneses pasan de 8.000 a 60.000 hombres. 
El Ejército japonés ataca el viernes 9 de marzo de 1945, tomando por sorpresa al conjunto del país: en el sur, Saigón, en el norte, Hanói, la ciudadela de Lang Son (Lạng Sơn), cerrojo de la puerta de China, y Dong Dang, lugar clave de la frontera del Tonkín. Con unos efectivos totales de tan solo 12.000 soldados europeos, las guarniciones, fuertes y acuartelamientos donde ondea la bandera tricolor no resisten mucho tiempo estos constantes ataques. Los combates desiguales (más de diez contra uno) acaban en ocasiones con atrocidades (prácticas de bayoneta con les prisioneros, evisceración, decapitación). 
En Lang Son, el Estado Mayor japonés había invitado a las autoridades civiles y militares a una cena a las 18h. Los invitados son hechos prisioneros una vez acabada la comida. Dos caen abatidos: el teniente coronel Amiguet y el jefe de batallón Leroy. Mientras tanto, en la ciudadela de Lang Son, las tropas francesas intentan romper las oleadas de asalto japonesas durante varias horas. Como se ha negado a rendirse, el general Émile Lemonnier será decapitado, al igual que el residente Auphelle. El coronel Robert conocerá la misma suerte dos días más tarde. Los 400 supervivientes serán salvajemente ejecutados.
Todos les barcos franceses sufren similares ataques. Cuando no han sido hechos prisioneros antes, los marinos sabotean sus buques, abren fuego sobre sus propios barcos o los hunden a cañonazos para evitar que caigan en manos de los japoneses. Así desaparecen: en la Cochinchina, el Paul-Bert, el Mytho, el Avalanche y el Amiral-Charner en Mytho [My Tho], el Marne, el Lapérouse y el Capitaine-Coulon en Cantho [Can Tho]; en Camboya, el Francis-Garnier en Kratié; en el Tonkín, el Commandant-Bourdais en Haiphong, así como el Vigilante. Únicamente dos pequeñas cañoneras del Toníin, Frézouls y Crayssac, podrán escapar y refugiarse en China.
Las tripulaciones naufragadas se unen a los combates en tierra, sea en grupos organizados como el del capitán de corbeta Mienville que, en el Transbassac (llanuras occidentales del delta del Mekong), contiene a los japoneses durante tres semanas, sea en elementos dispersos que buscan refugio en la selva. Como tantos otros, el contramaestre mecánico Raymond Cordier huye a la selva sin víveres ni mapas. Encuentra allí a otros compañeros de infortunio, que deben dispersarse para poder sobrevivir. Caída la noche, van en busca de alimentos a los escasos pueblos de las altas planicies moi. Uno de los camaradas de Cordier muere, otro pierde la razón (debe atársele por la noche), un tercero queda afectado de disentería y debe entregarse… 
Tras una retirada hasta las Tres Fronteras, el teniente de navío Romé y sus hombres huyen a la selva, debiendo abrirse camino a golpe de machete en una vegetación densa en la que abundan las colonias de sanguijuelas. Tras unas tribulaciones increíbles, a base de esfuerzos, son denunciados por un jefe de aldea que les había ofrecido hospitalidad. En la misma región, el grupo del capitán de corbeta Moreau logrará mantenerse tres meses en un lugar casi inaccesible en la orilla derecha del Donnai (hoy Dong Nai), pero será igualmente traicionado por los autóctonos.

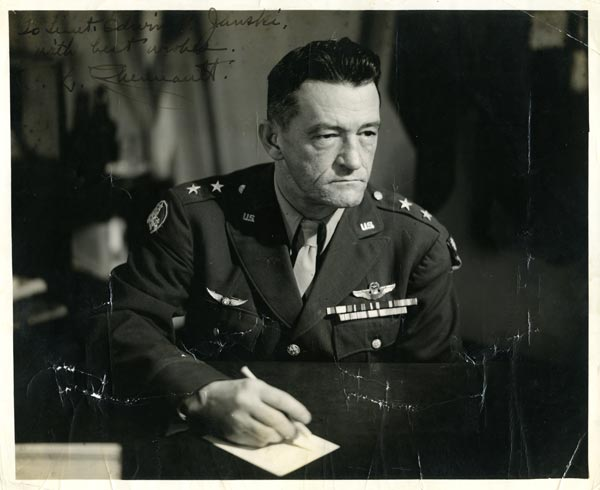
El mayor general estadounidense Claire Lee Chennault, de la 14.ª USAAF, célebre aviador que había organizado los "Tigres Voladores", recibió la orden de abandonar a los franceses de Indochina à su suerte.

Sin embargo, no se conocerá jamás la suerte exacta de todos aquellos, demasiado numerosos, que perecieron, sea por causa del enemigo, sea por el hambre o la miseria en el interior de un país moi salvaje y hostil. 
En sus memorias, Claire Lee Chennault (1893-1958), mayor general del ejército estadounidense, al mando de la 14.ª USAAF, explica el objetivo que se le había confiado. Añade: «Las órdenes del Cuartel General precisaban que las unidades francesas no debían recibir ni armas ni municiones. Apliqué las órdenes al pie de la letra, sin poder hacerme a la idea de que dejaba a los franceses siendo masacrados en la jungla, cuando se me obligaba a ignorar oficialmente su suerte». [I carried out my orders to the letter, but did not relish the idea of leaving Frenchmen to be slaughtered in the jungle while I was forced officially to ignore their plight.]
A pesar de su amplitud y de su inaudita crueldad, el asalto del 9 de marzo no provoca excesivas reacciones en la metrópolis, demasiado ocupada en ese momento en recuperarse de su propia situación. Jacques de Folin destaca que Le Monde fue el único diario en publicar un editorial sobre la aniquilación de las tropas francesas por parte del Ejército japonés. Sin embargo, más de un historiador considera que «la guerra de Indochina comienza el 9 de marzo de 1945».

## Los campos de deportados
Tras su captura, numerosos marinos son internados en los campos de prisioneros, como el de Thu-Dau-Mot, al norte de Saigón (antiguo cuartel de Vassoigne) o el de Virgile (antiguo cuartel del 5º Regimiento de artillería colonial), en Saigón. Alojados en las cuadras, se veían devorados por las chinches y por los mosquitos y dormían literalmente en el suelo, acurrucados en los adoquines.
Un número todavía mayor de marinos fue internado en el campo de Martin-des-Pallières, antiguo cuartel militar del 11º RIC (Regimiento de infantería colonial), también en Saigón, desde donde podían verse las cúpulas de la catedral. Este vasto campo de concentración, que se hallaba bajo el mando del coronel Masuda, reagrupaba, en su período final, a unos 4500 prisioneros franceses que se encontraban anteriormente en Annam, en Cochinchina y en Camboya. Los vietnamitas que se habían unido al Ejército francés eran enrolados a la fuerza en el Ejército japonés, aunque muchos de ellos escapaban. 
Estos prisioneros dormían donde podían: en planchas de madera, en esteras de juncos o, a falta de algo mejor, directamente en el suelo, sin ninguna cobertura. A la larga, la falta de espacio obligó a algunos a compartir las habitaciones en las que se había aislado a los enfermos contagiosos (varios casos de tuberculosis e incluso uno de lepra). Cada mañana, los guardianes elegían un contingente de 500 a 600 soldados para prestaciones de trabajo en el exterior del campo: trabajos de aplanamiento, excavación de trincheras, transportes de agua, cortar bambú (para proteger las rejas del cuartel de las miradas indiscretas), etc., normalmente bajo un sol de justicia. El segundo de a bordo Maurice Amant, que fue telemetrista a bordo del Lamotte-Picquet, explica que se le había obligado a hacer agujeros de 60 cm por 60 cm, con un metro de profundidad y separados de dos en dos metros, en el interior de un patio rodeado por un muro y posteriormente cerrado. Solo tras su liberación supo el objeto de su trabajo: los japoneses habían plantado minas en cada uno de dichos agujeros y, en caso de un desembarco aliado, habrían reunido a todos los prisioneros en el patio para ser ejecutados.
En Haiphong, el radiotelegrafista Georges Vellard fut internado, como algunos otros marinos, en la escuela Henri-Rivière, donde ya habían sido recluidos unos 200 civiles. Consiguió evadirse y alcanzar Hanói a bordo de un camión gracias a la intervención de un miembro de la Cruz Roja. Fue encargado de un emisor de radio clandestina, primero en Hanói y luego en Haiphong, con un emisor conectado con las estaciones terrestres de Indochina y las estaciones móviles de la Marina en extremo Oriente.
Algunos prisioneros, como los contramaestres Marius Besselièvre y Pierre Le Peuch, cayeron en las manos de la temible Kempetai, policía política —y secreta— comparada frecuentemente con la Gestapo nazi. Tras el fusilamiento del 9 de marzo en Hanói, Le Peuch fue acogido por un tonkinés compasivo que le escondió en su granero durante dos días y dos noches. Pero tuvo que entregarse cuando los japoneses, tras establecer la ley marcial, amenazaron con la pena de muerte a cualquier vietnamita culpable de albergar a militares franceses. Pocos detenidos sobrevivieron al tratamiento inhumano en las prisiones de la Kempetai. Los hombres sufrían allí torturas (bastonazos, asfixia por absorción de agua), y luego eran encajonados en grupos de siete u ocho en jaulas de bambú durante varios días. Por la noche, además de las incesantes picaduras de los mosquitos, los gritos de los centinelas y los chillidos de otros prisioneros les mantenían despiertos. Privados de sueño, de alimentos dignos de ese nombre, de ejercicio y de la más elemental higiene, sus cuerpos tumefactos se cubrían rápidamente de gusanos y de heridas permanentemente infectadas. 
La Kempetai controlaba igualmente campos de trabajos forzados que agrupaban cerca de 4.000 prisioneros en la región particularmente insalubre de Hoa Binh, en el límite del delta del Tonkin. En estos siniestros "campos de la muerte lenta", la única agua que los hombres podían beber provenía de los pantanos circundantes, de olor nauseabundo. La disentería y el paludismo provocaron muchas muertes. Aquellos que intentaban huir morían por un disparo en la espalda o decapitados. 
A su regreso a la metrópolis, a pesar de las sevicias de que habían sido víctimas, los marinos y otros supervivientes de esos campos no recibieron ni los honores ni los títulos ni las pensiones militares de invalidez a que deberían haber tenido derecho. Sus solicitudes no estaban justificadas, a ojos de la Administración. Los veteranos de la Marina Indochina multiplicaron los intentos durante largos decenios para que un proyecto de ley les reconociese por fin el estatuto de "prisionero de guerra internado por los japoneses tras el golpe del 9 de marzo de 1945" —pero sin éxito (y ello, contrariamente a los prisioneros del Viêt Minh). El Gobierno francés esperó medio siglo antes de reconocer oficialmente los acontecimientos —que no siempre aparecen en los manuales de Historia— y de hacer justicia en parte a la Resistencia francesa en Indochina. No fue, en efecto, sino con ocasión del 50.º aniversario del golpe japonés en Indochina que el Ministerio de Veteranos y de Víctimas de Guerra se decidió a cumplir lo que se conoce como "deber de la memoria". De este modo, Philippe Mestre, que en ese momento era el ministro del ramo, se encargó, el 9 de marzo de 1995, de inaugurar en el Jardín de las Tullerías, en París, una placa conmemorativa en honor de «los 2.650 soldados y resistentes muertos por Francia en Indochina».

## La lenta liberación de los marinos de Indochina

El 2 de septiembre de 1945, a bordo del USS Missouri, en la bahía de Tokio, el general Yoshijiro Umezu firma la rendición japonesa ante el general Douglas MacArthur.

Gracias a un receptor clandestino, los prisioneros del campo de Martin-des-Pallières, en Saigón, podían escuchar las noticias. Fue así como a principios del mes de agosto de 1945, como el resto del mundo, supieron, estupefactos, que un nuevo tipo de armas, las "bombas atómicas", lanzadas sobre las ciudades japonesas de Hiroshima y Nagasaki habían obligado al emperador Hirohito a la capitulación incondicional. Incluso conocieron esta extraña nueva —inmediatamente gritada en bretón a través de todo el campo— antes que sus guardianes, gracias a Radio-Delhi, que no censuraba las informaciones como sí lo hacía la radio japonesa. 
Después de que el Japón hubiera "aceptado lo inaceptable", la Segunda Guerra Mundial acaba oficialmente el día 2 de septiembre de 1945, con la firma de la rendición de Japón a bordo del acorazado USS Missouri, en la bahía de Tokio, bajo la presidencia del general Douglas MacArthur y el presencia de Philippe de Hauteclocque (es decir, del general Leclerc), que firma en nombre de Francia. 
Sin embargo, los miembros de la Marina Indochina siguen, en su mayor parte, prisioneros hasta el 12 de septiembre. En lugar de ser rápidamente liberados, se encuentran en una situación que se hace difícil de creer: la de seguir no solamente prisioneros, sino además bajo la custodia de los japoneses, es decir, son vencedores paradójicamente cautivos de los vencidos. 
En casi todos los casos, su liberación demuestra ser una larga y penosa odisea. Algunos de los prisioneros, como el segundo de a bordo Maurice Amant, secretario del Estado Mayor, el radio Jean Morel, los mecánicos René Goudeau, Raymond Cordier, Henri Chentrier y el segundo de a bordo André Kernevez son liberados por fuerzas francesas en el campo de Martin-des-Pallières, en Saigón, o bien en el cuartel de Calmette del 11º RIC, como el torpedista René Reynaud. Algunos otros son liberados por tropas angloindias llegadas de Singapur, como fue el caso para el mecánico Gaston Estebénet. 
Por lo que respecta al marino fusilero Pierre Le Peuch, prisionero en la ciudadela de Hanói, no será liberado hasta el 25 de octubre, y ello tras de un acuerdo con la misión chino-americana. El personal naval es autorizado, con escolta china, a abandonar el campo de la ciudadela de Hanói y a dirigirse, en un convoy ferroviario, al puerto de Haiphong. Allí, deben ocupar, —sin armas— los locales en ruinas de la escuela Henri Rivière, donde son mantenidos bajo vigilancia por el Ejército chino. Deben esperar al 3 de marzo de 1946— día del desembarco armado de tropas francesas llegadas de Saigón— para ser verdaderamente liberados (no sin pérdidas humanas para los franceses, ya que los chinos disparan sobre la flota de Leclerc).
Como homenaje a los soldados de Indochina, el general Charles de Gaulle escribe, en sus Memorias de guerra, que «en el capital moral de un pueblo, nada se pierde de las penas de sus soldados».

## Cronología de los barcos franceses hundidos por los estadounidenses
- El 22 de noviembre de 1942, en la bahía de Along, el Khai-Dinh es hundido por bombarderos estadounidenses.
- El 30 de noviembre de 1942, el Canton salta por los aires por causa de una mina fondeada por un submarino estadounidense ante la península de Lagan.
- El 7 de mayo de 1943, el G.G. Pasquier salta por los aires por una mina estadounidense ante Do Son.
- El 26 de noviembre de 1943, el S.S. Van Vollenhoven es torpedeado ante Thuy-Hoa (al norte del cabo Varella) por el submarino estadounidense U.S. Bowfin.
- El 26 de noviembre de 1943, el patrullero Béryl se hunde, igualmente ante Thuy-Hoa y en las mismas circunstancias.
- El 15 de enero de 1944, el Ping Sang resulta hundido por una bomba en la bahía de Along.
- El 17 de febrero de 1944, el Kai Ping resulta hundido por una bomba en el puerto de Ben Thuy.
- El 20 de febrero de 1944, el Francis Garnier (carguero) salta debido a una mina ante la península de Lagan.
- El 26 de febrero de 1944, el Astrolabe y el Picanon resultan hundidos en el puerto de Da Nang por un raid de bombarderos Mitchell.
- El 30 de abril de 1944, el Song-Giang y el aviso Tahure (que escoltaba un convoy de arroz con destino al Tonkin) son ambos torpedeados por la noche al norte del cabo Varella por el submarino estadounidense U.S. Flasher.
- El 12 de enero de 1945, el crucero Lamotte-Picquet y el Octant son hundidos en Thanh-Tuy-Ha por aviones de los portaaviones de la U.S. Task Force 38.
- El 12 de enero de 1945, el Tai-Poo-Sek y el Albert Sarraut resultan hundidos en el puerto de Raigón a raíz del mismo raid.
- En mayo de 1945, el Armand-Rousseau, superviviente de 26 escoltas de convoyes a lo largo de la costa de d'Annam, es hundido en Rach La por una bomba estadounidense.

## Obras de referencia
- Amant, Maurice (FNEO 1939-1945), Sept années en Extrême-Orient: 1939-1946 [memorias], manuscrito no publicado, 2001.
- Amicale des Anciens Marins d'Indochine 1939-1945, Questionnaires remplis par les membres des Forces Navales d'Extrême-Orient 1939-1945 au sujet de leur affectation en Indochine, leur arrestation par les Japonais, les conditions de leur détention et les circonstances de leur libération, Congrès de Vic-sur-Cère, juin 2003; Congrès d'Arzon, juin 2002.
- Association "Citadelles et Maquis d'Indochine 1939-1945", L'Indochine dans le Second Conflit Mondial : 1939-1945, Publi-Offset, Mercuès, 1996.
- Association nationale des anciens prisonniers-internés d'Indochine (ANAPI), ANAPI : Notre histoire, 1985-2003, Atalante Éditions, 2004.
- Association nationale des anciens prisonniers-internés d'Indochine (ANAPI), Indochine 9 mars 1945 : Le coup de force japonais, CDG Créations, Paris, 1993.
- Auphan, Amiral Paul, et Jacques Mordal, La Marine française pendant la Seconde Guerre mondiale, Hachette, 1953.
- Charbonneau, René, et José Maigre, Les Parias de la victoire, France-Empire, 1979.
- Chennault, Claire Lee, Way of a Fighter: The Memoirs of Claire Lee Chennault, Major General, U.S. Army (Ret.), G.P. Putnam's Sons, New York, 1949.
- de Boisanger, Claude, On pouvait éviter la guerre d'Indochine, Adrien Maisonneuve, 1977.
- Decoux, Amiral Jean, À la barre de l'Indochine: Histoire de mon gouvernement général (1940-1945), Plon, Paris, 1949.
- de Folin, Jacques, Indochine 1940-1955 : La fin d'un rêve, Librairie académique Perrin, 1993.
- de Gaulle, Général Charles, Mémoires de guerre, Plon, Paris, 1989.
- GHP [publication anonyme], La Kempétaï : Saïgon, Hanoï, Haïphong, Nhatrang, Huê, Vinh, Phnom-Penh, Vientiane, mars-septembre 1945 [livret de caricatures], Imprimerie française d'Outre-Mer, Saïgon, 1945.
- Goudeau, René (FNEO 1939-1945), Sur le Lamotte-Picquet, ce n'est pas la même chose [mémoires], manuscrit non publié, 2003.
- Kernevez, André (FNEO 1939-1945, Président de l'Amicale des Anciens de Marine Indochine 1939-1945), Allocutions prononcées lors des trois cérémonies commémoratives annuelles [9 mars; Congrès de juin; 2 septembre] des Anciens de Marine Indochine 1939-1945 depuis le 2 septembre 1991.
- Mordal, Jacques, Marine-Indochine, Amiot-Dumont, 1953.
- Romé, Contre-Amiral Paul (FNEO 1939-1945), Les oubliés du bout du monde : Journal d'un marin d'Indochine de 1939 à 1946, Éditions Danclau, Dinard, 1998.
- Vellard, Georges (FNEO 1939-1945), Histoire méconnue: 1939-1946 Marine Indochine (Mémoires), Éditions Canope, Chamalières, 1999.

Además, la asociación "Citadelles et maquis d'Indochine 1939-1945" ha editado grabaciones (audiocassettes) de testimonios sobre el Ejército francés correspondientes a este período: Indochine 1939-1945, Éditions DSF, AudioVisuel (sin fecha).